# Fed Cup 2009 – zóna Evropy a Afriky
Zóna Evropy a Afriky je jednou ze tří oblastních zón Fed Cupu.

## 1. skupina
- Místo: Coral Tennis Club, Tallinn, Estonsko
- Povrch: tvrdý (v hale)
- Datum: 4. - 7. února

15 týmů bylo rozděleno do tří skupin po 4 družstvech a jedné skupiny se 3 družstvy. 4 vítězové skupin bojovali o 2 volná místa v baráži o Světovou skupinu II. Týmy, které ve skupinách skončily na posledních místech, spolu hrály o udržení.[nedostupný zdroj]

### Skupiny
|    | skupina A            | V.B. | MAĎ | NIZ | LUC |
| 1. | Velká Británie (3-0) |      | 3-0 | 3-0 | 3-0 |
| 2. | Maďarsko (2-1)       | 0-3  |     | 2-1 | 2-1 |
| 3. | Nizozemsko (1-2)     | 0-3  | 1-2 |     | 3-0 |
| 4. | Lucembursko (0-3)    | 0-3  | 1-2 | 0-3 |     |

|    | skupina B                 | POL | ŠVE | RUM | BaH |
| 1. | Polsko (3-0)              |     | 3-0 | 2-1 | 2-1 |
| 2. | Švédsko (2-1)             | 0-3 |     | 3-0 | 3-0 |
| 3. | Rumunsko (1-2)            | 1-2 | 0-3 |     | 3-0 |
| 4. | Bosna a Hercegovina (0-3) | 1-2 | 0-3 | 0-3 |     |

|    | skupina C       | BLR | DÁN | SLO | RAK |
| 1. | Bělorusko (3-0) |     | 2-1 | 3-0 | 3-0 |
| 2. | Dánsko (2-1)    | 1-2 |     | 2-1 | 2-1 |
| 3. | Slovinsko (1-2) | 0-3 | 1-2 |     | 2-1 |
| 4. | Rakousko (0-3)  | 0-3 | 1-2 | 1-2 |     |

|    | skupina D        | EST | CHOR | BUL |
| 1. | Estonsko (2-0)   |     | 2-1  | 3-0 |
| 2. | Chorvatsko (1-1) | 1-2 |      | 2-1 |
| 3. | Bulharsko (0-2)  | 0-3 | 1-2  |     |

### Play-off
- Zápasy se konaly 7. února 2009

| Umístění      | Vítězný tým         | Výsledek | Poražený tým   |
| ------------- | ------------------- | -------- | -------------- |
| o 1.-4. místo | Estonsko            | 2-0      | Bělorusko      |
| o 1.-4. místo | Polsko              | 2-1      | Velká Británie |
| o 5.-8. místo | Švédsko             | 2-1      | Maďarsko       |
| o 5.-8. místo | Chorvatsko          | 2-0      | Dánsko         |
| o udržení     | Rakousko            | 2-1      | Lucembursko    |
| o udržení     | Bosna a Hercegovina | 2-1      | Bulharsko      |

- Polsko a Estonsko postoupily do baráže Světové skupiny II.
- Bulharsko a Lucembursko sestoupily do 2. skupiny pro rok 2010.

## 2. skupina
- Místo: Marsa Sports Club, Sliema, Malta
- Povrch: tvrdý (venku)
- Datum: 22. - 25. dubna
- Týmy:  Gruzie,  Lotyšsko,  Turecko,  Portugalsko,  Jihoafrická republika,  Maroko

6 týmů bylo rozděleno do dvou skupin. Vítězové skupin hráli o postup proti týmům umístěným na druhých místech skupin. Týmy, které skončily ve skupinách na třetích místech automaticky sestoupily do 3. skupiny pro rok 2010.

### Skupiny
|    | skupina A         | LOT | POR | MAR |
| 1. | Lotyšsko (2-0)    |     | 2-1 | 3-0 |
| 2. | Portugalsko (1-1) | 1-2 |     | 3-0 |
| 3. | Maroko (0-2)      | 0-3 | 0-3 |     |

|    | skupina B             | JAR | GRU | TUR |
| 1. | Jihoafrická republika |     | 2-1 | 2-1 |
| 2. | Gruzie                | 1-2 |     | 3-0 |
| 3. | Turecko               | 1-2 | 0-3 |     |

### Play-off
| Umístění | Vítězný tým | Výsledek | Poražený tým          |
| -------- | ----------- | -------- | --------------------- |
| o postup | Lotyšsko    | 3-0      | Gruzie                |
| o postup | Portugalsko | 2-0      | Jihoafrická republika |

- Týmy Portugalska a Lotyšska postoupily do 1. skupiny pro rok 2010.
- Maroko a Turecko sestoupily do 3. skupiny pro rok 2010.

## 3. skupina
- Místo: Marsa Sports Club, Sliema, Malta
- Povrch: tvrdý (venku)
- Datum: 22. - 25. dubna
- Týmy:  Alžírsko,  Řecko,  Malta,  Arménie,  Island,  Norsko,  Egypt,  Irsko,  Moldavsko,  Finsko,  Liechtenštejnsko

11 týmů bylo rozděleno do dvou skupin, z nichž vítězové měli zajištěn přímý postup do 2. skupiny pro rok 2010.

### Skupiny
|    | skupina A      | GRE | FIN | IRS | MAL | ALŽ |
| 1. | Řecko (4-0)    |     | 3-0 | 3-0 | 2-1 | 3-0 |
| 2. | Finsko (3-1)   | 0-3 |     | 2-1 | 3-0 | 3-0 |
| 3. | Irsko (2-2)    | 0-3 | 1-2 |     | 2-1 | 3-0 |
| 4. | Malta (1-3)    | 1-2 | 0-3 | 1-2 |     | 2-1 |
| 5. | Alžírsko (0-4) | 0-3 | 0-3 | 0-3 | 1-2 |     |

|    | skupina B              | ARM | NOR | LIE | EGY | MOL | ISL |
| 1. | Arménie (5-0)          |     | 3-0 | 2-1 | 3-0 | 3-0 | 3-0 |
| 2. | Norsko (4-1)           | 0-3 |     | 2-1 | 3-0 | 3-0 | 3-0 |
| 3. | Liechtenštejnsko (3-2) | 1-2 | 1-2 |     | 3-0 | 3-0 | 3-0 |
| 4. | Egypt (2-3)            | 0-3 | 0-3 | 0-3 |     | 2-1 | 3-0 |
| 5. | Moldavsko (1-4)        | 0-3 | 0-3 | 0-3 | 1-2 |     | 3-0 |
| 6. | Island (0-5)           | 0-3 | 0-3 | 0-3 | 0-3 | 0-3 |     |

- Týmy Řecka a Arménie postoupily do 2. skupiny pro rok 2010.